# J'étais si jeune
Singles de Mireille Mathieu
En frappant dans nos mains
(1972) Anna et Julien
(1973)
Pistes de Mireille Mathieu
Le chemin du ciel
J'étais si jeune est une chanson française interprétée par la chanteuse française Mireille Mathieu et sorti en 1972. Cette chanson est tirée de l'album de Mireille, Mireille Mathieu. On peut également la retrouver sur la compilation 3 CD Platinum Collection de 2005. C'est également le dernier 45 tours de Mireille à sortir sous le label Barclay.